# Lejeunea oracola
Lejeunea oracola là một loài Rêu trong họ Lejeuneaceae. Loài này được M. A. M. Renner mô tả khoa học đầu tiên năm 2010.